# Tanturia zibrowii
Tanturia zibrowii är en ringmaskart som beskrevs av Ben-Eliahu 1976. Tanturia zibrowii ingår i släktet Tanturia och familjen Serpulidae. Inga underarter finns listade i Catalogue of Life.